# Молчанов, Иван Сергеевич
Иван Сергеевич Молча́нов (1908—1984) — советский военачальник, первый военный комендант Петрозаводска после окончания советско-финской войны (1941—1944), Почётный гражданин Петрозаводска (1979).

## Биография
Родился в крестьянской семье.

Памятник в честь 25-летия освобождения Петрозаводска в сквере имени Ивана Молчанова

С 1926 года проживал в Москве, работал на стройках бетонщиком, учился в вечерней школе, окончил строительный техникум, работал прорабом, участвовал в строительства Дома полярников.
В годы советско-финской войны (1941—1944) командовал 31-м батальоном морской пехоты Онежской военной флотилии на Карельском фронте. 27 июня 1944 года десантники 31-го отдельного батальона морской пехоты одними из первых вошли в освобождённый Петрозаводск. Приказом Верховного Главнокомандующего ВС СССР И. В. Сталина батальон получил наименование «Петрозаводский».
Командир батальона капитан Иван Молчанов приказом командующего Онежской военной флотилией Н. В. Антонова был назначен военным комендантом Петрозаводска до возобновления работы органов советской власти. Бойцы батальона обеспечивали общественный порядок в городе, занимались разминированием улиц, домов и мостов. После - участвовал в военных действиях в Заполярье, в Норвегии, в освобождении Польши и Чехии, был контужен.
По окончании Великой Отечественной войны — прораб, начальник строительной конторы, начальник отдела коммунального строительства, главный инженер хозяйственного управления в системе Министерств внутренних дел, угольной промышленности, Главмосстроя.

## Память
В 1979 году И. С. Молчанову присвоено звание Почётного гражданина Петрозаводска.
В 2013 году имя И. С. Молчанова присвоено скверу в Петрозаводске, в котором установлен памятник в память 25-летия освобождения Петрозаводска.